# Globočice (Brežice, Slovenija)
Globočice je naselje u Općini Brežice u istočnoj Sloveniji. Globočice se nalazi u pokrajini Dolenjskoj i statističkoj regiji Donjoposavskoj. 

## Stanovništvo
Prema popisu stanovništva iz 2002. godine Globočice su imale 87 stanovnika.

### Etnički sastav
1991. godina:
- Slovenci: 79 (98,8%)
- Jugoslaveni: 1 (1,2%)

## Vanjske poveznice
- Satelitska snimka naselja  Arhivirana inačica izvorne stranice od 29. srpnja 2017. (Wayback Machine)